# WWE European Championship
World Wrestling Entertainment (WWE) European Championship a fost un titlu din promoția de wrestling World Wrestling Entertainment. În ciuda numelui său, doar doi dintre deținătorii acestei centuri au provenit din Europa: British Bulldog și William Regal.

## Lista de Campioni

### Nume
| Name                      | Years                     |
| ------------------------- | ------------------------- |
| WWF European Championship | Februarie 1997 – Mai 2002 |
| WWE European Championship | Mai 2002 – Iulie 2002     |

### Dețineri
| No. | Campion             | Deținere | Dată               | Zile | Oraș                | Eveniment                   | Note | Ref.          |
| --- | ------------------- | -------- | ------------------ | ---- | ------------------- | --------------------------- | --- | ------------- |
| 1   | The British Bulldog | 1        | 26 februarie 1997  | 206  | Berlin, Germany     | Raw                         | L-a învins pe Owen Hart în finala unui turneu pentru a deveni primul campion.                                                                                          | [ 2 ]         |
| 2   | Shawn Michaels      | 1        | 20 septembrie 1997 | 82   | Birmingham, England | One Night Only              | | [ 3 ]         |
| 3   | Triple H            | 1        | 11 decembrie 1997  | 40   | Lowell, MA          | Raw                         | | [ 4 ]         |
| 4   | Owen Hart           | 1        | 20 ianuarie 1998   | 55   | Davis, CA           | Raw is War                  | L-a învins pe The Artist Formerly Known As Goldust, care intrase deghizat de Triple H. Commissioner Slaughter a decis ca titlul să îl ia Hart..                        | [ 5 ]         |
| 5   | Triple H            | 2        | 16 martie 1998     | 120  | Phoenix, AZ         | Raw is War                  | | [ 6 ]         |
| 6   | D'Lo Brown          | 1        | 14 iulie 1998      | 63   | Binghamton, NY      | Raw is War                  | | [ 7 ]         |
| 7   | X-Pac               | 1        | 15 septembrie 1998 | 14   | Sacramento, CA      | Raw is War                  | | [ 8 ]         |
| 8   | D'Lo Brown          | 2        | 29 septembrie 1998 | 19   | East Lansing, MI    | Raw is War                  | | [ 9 ]         |
| 9   | X-Pac               | 2        | 18 octombrie 1998  | 120  | Rosemont, IL        | Judgment Day: In Your House | | [ 10 ]        |
| 10  | Shane McMahon       | 1        | 15 februarie 1999  | 43   | Birmingham, AL      | Raw is War                  | L-a învins pe X-Pac intr-un tag team match cu Shane McMahon și Kane vs. Triple H și X-Pac.                                                                             | [ 11 ]        |
| —   | Deactivated         | —        | 30 martie 1999     | —    | Uniondale, NY       | Sunday Night Heat           | McMahon sa "retras ca campion." | [ 11 ]        |
| 11  | Mideon              | 1        | 21 iunie 1999      | 34   | Memphis, TN         | Raw is War                  | Acordat de Shane | [ 12 ]        |
| 12  | D'Lo Brown          | 3        | 25 iulie 1999      | 28   | Buffalo, NY         | Fully Loaded                | Devine primul wrestler în a obține European Championship și WWF Intercontinental Championship în același timp.                                                         | [ 13 ]        |
| 13  | Jeff Jarrett        | 1        | 22 august 1999     | 1    | Minneapolis, MN     | SummerSlam                  | Obține și Intercontinental Championship lui Brown. | [ 14 ]        |
| 14  | Mark Henry          | 1        | 23 august 1999     | 34   | Ames, IA            | Raw is War                  | Acordat de Jarrett ca un cadou. | [ 15 ]        |
| 15  | D'Lo Brown          | 4        | 26 septembrie 1999 | 30   | Charlotte, NC       | Unforgiven                  | | [ 16 ]        |
| 16  | The British Bulldog | 2        | 26 octombrie 1999  | 47   | Springfield, MA     | SmackDown                   | | [ 17 ]        |
| 17  | Val Venis           | 1        | 12 decembrie 1999  | 58   | Sunrise, FL         | Armageddon                  | A fost un Triple Threat match în care a făcut parte și D'Lo Brown. | [ 18 ]        |
| 18  | Kurt Angle          | 1        | 8 februarie 2000   | 54   | Austin, TX          | SmackDown                   | | [ 19 ]        |
| 19  | Chris Jericho       | 1        | 2 aprilie 2000     | 1    | Anaheim, CA         | WrestleMania 2000           | A câștigat al doilea fall of two fall Triple Threat Match împotriva lui Angle și Chris Benoit (prima a fost pentru Intercontinental Championship); câștigat de Benoit. | [ 20 ]        |
| 20  | Eddie Guerrero      | 1        | 3 aprilie 2000     | 111  | Los Angeles, CA     | Raw is War                  | | [ 21 ]        |
| 21  | Perry Saturn        | 1        | 23 iulie 2000      | 37   | Dallas, TX          | Fully Loaded                | | [ 22 ]        |
| 22  | Al Snow             | 1        | 29 august 2000     | 48   | Fayetteville, NC    | SmackDown!                  | | [ 23 ]        |
| 23  | William Regal       | 1        | 16 octombrie 2000  | 47   | Detroit, MI         | Raw is War                  | | [ 24 ]        |
| 24  | Crash Holly         | 1        | 2 decembrie 2000   | 2    | Sheffield, England  | Rebellion                   | | [ 25 ]        |
| 25  | William Regal       | 2        | 4 decembrie 2000   | 49   | East Rutherford, NJ | Raw is War                  | | [ 26 ]        |
| 26  | Test                | 1        | 22 ianuarie 2001   | 69   | Lafayette, LA       | Raw is War                  | | [ 27 ]        |
| 27  | Eddie Guerrero      | 2        | 1 aprilie 2001     | 23   | Houston, TX         | WrestleMania X-Seven        | | [ 28 ]        |
| 28  | Matt Hardy          | 1        | 24 aprilie 2001    | 125  | Denver, CO          | SmackDown                   | | [ 29 ]        |
| 29  | The Hurricane       | 1        | 27 august 2001     | 56   | Grand Rapids, MI    | Raw                         | | [ 30 ]        |
| 30  | Bradshaw            | 1        | 22 octombrie 2001  | 8    | Kansas City, MO     | Raw                         | | [ 31 ]        |
| 31  | Christian           | 1        | 30 octombrie 2001  | 91   | Cincinnati, OH      | SmackDown                   | | [ 32 ]        |
| 32  | Diamond Dallas Page | 1        | 29 ianuarie 2002   | 49   | Norfolk, VA         | SmackDown                   | | [ 33 ]        |
| 33  | William Regal       | 3        | 19 martie 2002     | 20   | Ottawa, ON          | SmackDown                   | Titlu exclusiv pentru Raw după ce Regal a fost trimis la brandul Raw pe 26 martie 2002.                                                                                | [ 34 ]        |
| 34  | Spike Dudley        | 1        | 8 aprilie 2002     | 28   | Phoenix, AZ         | Raw                         | Renumit WWE European Championship pe 5 mai 2002 | [ 35 ] [ 36 ] |
| 35  | William Regal       | 4        | 6 mai 2002         | 63   | Hartford, CT        | Raw                         | | [ 37 ]        |
| 36  | Jeff Hardy          | 1        | 8 iulie 2002       | 14   | Philadelphia, PA    | Raw                         | | [ 38 ]        |
| 37  | Rob Van Dam         | 1        | 22 iulie 2002      | <1   | Grand Rapids, MI    | Raw                         | A fost în joc WWE Intercontinental Championship lui Van Dam într-un Ladder match.                                                                                      |               |
| —   | Unified             | —        | 22 iulie 2002      | —    | Grand Rapids, MI    | Raw                         | Unificat cu Intercontinental Championship. |               |